# Gloydius halys
Gloydius halys är en ormart som beskrevs av Pallas 1776. Gloydius halys ingår i släktet Gloydius och familjen huggormar.
Gloydius halys när vanligen en längd av 50 till 65 cm och enstaka exemplar är upp till 75 cm lång. Kännetecknande är det framför ögonen trekantiga och avplattade huvud. Ögonen har en lodrät och smal pupill med gulorange-brun regnbågshinna. Den nedre delen av regnbågshinnan är tydlig mörkare. Liksom hos andra näsgropsormar är groporganet tydligt utformat.
Arten förekommer i Centralasien från Kaspiska havet till Mongoliet och centrala Kina samt norrut till södra Ryssland. Denna orm når i bergstrakter 4000 meter över havet men den lever även i låglandet. Habitatet varierar mellan bland annat öppna landskap med klippor, buskskogar och skogar.
Honor lägger inga ägg utan föder 3 till 14 ungar per tillfälle.
Intensivt bruk av betesmarker minskar populationen i låglandet. I bergstrakter är inga hot mot arten kända. I utbredningsområdet europeiska del är Gloydius halys mycket sällsynt. Artens hotstatus blev ej bedömd av IUCN.

## Underarter
Arten delas in i följande underarter:
- G. h. affinis
- G. h. boehmei
- G. h. caraganus
- G. h. caucasicus
- G. h. cognatus
- G. h. halys
- G. h. mogoi
- G. h. liupanensis
- G. h. stejnegeri